# Andrej Andrejevič Gromiko
Andrej Andrejevič Gromiko (rusko Андрей Андреевич Громыко; belorusko Андрэй Андрэевіч Грамыка), sovjetski politik in diplomat * 18. julij 1909, Gomel, Mogilevska gubernija, Ruski imperij, † 2. julij 1989, Moskva.
Pri 13 letih je postal član Komsomola, leta 1923 pa njegov prvi sekretar. Leta 1931 je postal član KPSZ.
Njegova politična kariera se je začela leta 1939 v ljudskem komisariatu za zunanje zadeve (kasneje preimenovano v ministrstvo za zunanje zadeve). Bil je veleposlanik v ZDA (1943–1946), prvi predstavnik ZSSR pri ZN (1946–1948), namestnik ministra za zunanje zadeve, veleposlanik v Veliki Britaniji (1952–1953), dolgoletni minister za zunanje zadeve ZSSR v času hladne vojne (1957–1985) in predsednik prezidija vrhovnega sovjeta (1985–1988). Gromiko je bil odgovoren za številne odločitve z vrha sovjetske zunanje politike vse do njegove upokojitve leta 1988. V 40. letih 20. stoletja so ga zahodni kritiki poimenovali g. Njet ("gospod Ne") ali "Grim Grom" (mračni Grom) zaradi njegove pogoste uporabe sovjetskega veta v Varnostnem svetu Združenih narodov.
Kot zunanji minister ZSSR je bil neposredno udeležen v pogajanja z Američani med kubansko raketno krizo. Pod vodstvom Brežnjeva je imel osrednjo vlogo pri vzpostavljanju détenta med ZDA in ZSSR s pogajanjem v pogodbah ABM, SALT I, SALT II in drugih.
Ko je Brežnjev leta 1975 doživel kap, so od takrat naprej državo vodili zunanji minister Gromiko, notranji minister Andropov in obrambni minister Grečko (in Grečkov naslednik maršal Ustinov). Leta 1979 sta Ustinov in Andropov zagovarjala sovjetsko invazijo na Afganistan, z njima pa se je strinjal tudi Gromiko.